# Mount Circe
Mount Circe ist ein markanter und über 2000 m hoher Berg im ostantarktischen Viktorialand. In der Olympus Range ragt er unmittelbar nördlich des Mount Dido auf.
Wissenschaftler einer von 1958 bis 1959 durchgeführten Kampagne der neuseeländischen Victoria University’s Antarctic Expeditions benannten ihn nach Circe, einer Zauberin aus der griechischen Mythologie.